# Ba'a
Ba'a (Baa, Baadale) ist der Hauptort der indonesischen Insel Roti und des Regierungsbezirks Rote Ndao (Provinz Ost-Nusa Tenggara). Der Ort liegt im Distrikt Lobalain und bildet eine Desa mit 1.161 Einwohnern (2010). Der Regierungsbezirk ist der südlichste Indonesiens. 